# Wejście w kraj
Wejście w kraj. Wybór reportaży z lat 1944-1964 – dwutomowa antologia wybranych reportaży polskich z lat 1944–1964, wydana przez redakcję literatury reportażowej Państwowego Wydawnictwa "Iskry" w 1966 r. (wydanie 2. w 1967 r.), w serii wydawniczej "Biblioteka Powszechna". Przekrojowy zbiór tekstów "polskiej szkoły reportażu", publikowanych po II wojnie światowej w książkach reporterskich, lub na łamach prasy. Kontynuacją antologii była wydana w 1976 r. publikacja pt. Klucze do zdarzeń. Wybór reportaży z Polski i o Polsce (Państwowe Wydawnictwo "Iskry" 1976).
Wybór, opracowanie i wstęp: Zbigniew Stolarek, redakcja Krystyna Goldbergowa.

## Autorzy antologii

### tom I
- Jerzy Putrament, Fabryka śmierci
- Janina Broniewska, Miasto naszych marzeń
- Janusz Przymanowski, Ze 101 frontowych nocy
- Edmund Osmańczyk, Na pobojowisku
- Grażyna Wojsznis-Terlikowska, Most
- Franciszek Gil, Ziemia, ziemia...
- Maria Jarochowska, Argonauci
- Władysław Machejek, Śmierć "Ognia"
- Tadeusz Różewicz, Most płynie do Szczecina
- Marian Brandys, Dwie drogi
- Józef Kuśmierek, Sprawa jednego konia
- Paweł Jasienica, B, Rh minus
- Kazimierz Błahij, Szczecińskie spotkania
- Roman Bratny, Człowiek z pogranicza
- Zbigniew Stolarek, Reporterskie wczasy
- Lucjan Wolanowski, Kobieta, wino i szpieg
- Olgierd Budrewicz, W labotratorium ery atomowej

### tom II
- Jerzy Ambroziewicz i Aleksander Rowiński, Nakłuwanie ziemi
- Mirosław Azembski, Droga pod Grunwald
- Stefan Bratkowski i Jerzy Zieleński, Kędzierzawy i inni
- Kazimierz Dziewanowski, Gdański alchemik
- Edward Hołda, Luminiscencja
- Jerzy Janicki, Kożuchy przychodzą się leczyć
- Ryszard Kapuściński, Daleko – siły na zamiary
- Krzysztof Kąkolewski, Czarna pani
- Stefan Kozicki, Muzeum pana Fischera i pani Bielawskiej dom kultury
- Janusz Krasiński, Imago, owad doskonały
- Zbigniew Kwiatkowski, Opowiem wam o zwycięstwie człowieka
- Jerzy Lovell, Reportaż o historii współczesnej
- Andrzej Mularczyk, Osiem zagród
- Remigiusz Napiórkowski, Przebaczenia nie było
- Janusz Roszko, Palenie Judaszów
- Barbara Seidler, Awaria
- Andrzej Szczypiorski, Wielkie oczarowanie
- Bronisław Wiernik, List do Ewy
- Agnieszka i Andrzej Krzysztof Wróblewscy, Unikat
- Witold Zalewski, Zimna wioska